# Revolutionair Socialistische Partij (België)
De Revolutionair Socialistische Partij (RSP), in het Frans: Parti Socialiste Revolutionnaire (PSR), was een Belgische trotskistische politieke partij, die in 1941 de naam veranderde in Revolutionair Communistische Partij (RCP, Frans: Parti Communiste Révolutionnaire), en in 1946 in Internationale Communistische Partij (ICP).

## Historiek

### Voorgeschiedenis
In 1928 zette de Kommunistische Partij van België (KBP) de trotskisten binnen de KPB uit de partij. Deze strekking richtte vervolgens naar Trotski's voorbeeld de Kommunistische Oppositie op.
Uit entristische overwegingen traden deze leden, met uitzondering van de Spartacus-groep rond Georges Vereeken, later toe tot de Belgische Werklieden Partij (BWP) onder de naam Action Socialiste Révolutionnaire (ASR). Tot ongenoegen van de BWP-leiding spraak de ASR zich uit voor de vorming van een Vierde Internationale. Toen ASR-voorman Walter Dauge in 1936 weigerde het partijprogramma van de BWP te ondertekenen, werd hij uit de partij gezet en met hem iedereen die het met hem eens was. Verschillende vakbondsleden, soms hele vakbondstakken werden niet enkel uit de BWP gezet, en meteen ook uit het Algemeen Belgisch Vakverbond. Opgemerkt moet worden dat verschillende trotskisten wel degelijk lid bleven van de BWP.
Tijdens de Belgische verkiezingen 1936 kwam de ASR op als onafhankelijke partij, gesteund door Vereekens Spartacus-groep. Waar ze geen lijsten kreeg samengesteld, riep de ASR op te stemmen voor de BWP (en dus niet voor de Kommunistische Partij van België). De ASR haalde tijdens de verkiezingen weinig successen.

### Revolutionair Socialistische Partij
Door de verkiezingsuitslag herenigden de ASR en de Spartacus-groep, en op 11 oktober 1936 werd de Revolutionair Socialistische Partij gesticht, die zowel in Vlaanderen als Wallonië actief was, met een duidelijk overwicht voor de Waalse zijde. Op haar hoogtepunt had de partij ongeveer 800 leden. Walter Dauge won in 1938  40% van de stemmen (genoeg voor een meerderheid van zes van de elf zetels) in de gemeenteraad van Flénu. Koning Leopold III van België weigerde echter Dauge te benoemen als burgemeester omwille van Dauges revolutionaire ideeën.
De partij hield in die periode steeds een dogmatische koers aan en sprak zich onder meer uit tegen de Spaanse Partido Obrero de Unificación Marxista (POUM) in de Spaanse Burgeroorlog, omdat ze de POUM te reformistisch vond.
De Revolutionaire Socialistische Partij verloor steeds meer leden en er waren interne meningsverschillen over de Vierde Internationale. Hierop stapte Georges Vereeken uit de partij om de splintergroep Contre le Courant op te richten. Walter Dauge hield op politiek actief te zijn na zijn arrestatie (en een nieuwe arrestatie in mei 1940), en het verlies van deze leidersfiguur leidde tot een sterke inkrimping van het aantal leden in de Borinage.

### Revolutionair Communistische Partij
Net voor het uitbreken van de Tweede Wereldoorlog werd de partij versterkt door gevluchte trotskisten uit Duitsland en Oostenrijk. Tijdens de oorlog traden bovendien ook nog Joodse jongeren toe. De interne verdeeldheid binnen de partij bleef echter bestaan, waardoor Dauge en Lesoil gedemotiveerd raakten en de partij nog meer leden verloor in haar laatste bastion, de Borinage.
De partij kwam in handen van een jonge lichting onder leiding van onder meer Abraham Wajnsztok (beter bekend als Abraham Léon). In 1941 veranderde de partij haar naam in Revolutionaire Communistische Partij. De partij, nu eerder een verzetsgroep weigerde samen te werken met de grootste Belgische verzetsorganisatie, het Onafhankelijkheidsfront, omdat ze deze te nationalistisch en burgerlijk vond.
De groep trachtte ook een arbeidersbeweging te worden, maar zonder veel succes, al werden in Charleroi wel enkele stakingen en manifestaties georganiseerd.
Tijdens de inval in Rusland verhoogde de Duitse bezetter de vervolging van communisten en verschillende kopmannen van de RSP werden gearresteerd en gedeporteerd. Léon Lesoil overleefde de deportatie naar een werkkamp niet en overleed in 1942 aan ontbering. Abraham Léon stierf door ziekte in het concentratiekamp van Auschwitz. Ook veel andere leden lieten het leven tijdens de oorlog. De partij, die voor de oorlog al een minipartij was geworden, werd hierdoor herleid tot een vijftigtal leden.

### Internationale Communistische Partij
Na de oorlog bleef trotskistische pers verboden. Er werden in de naoorlogse dagen nog wat nieuwe leden verworven en er kwam een verzoening met Vereekens fractie (een twintigtal leden). De partij werd in januari 1946 heropgericht, ditmaal onder de naam Internationale Communistische Partij (ICP). Deze partij telde nooit meer dan 100 leden.
Nieuwe interne verdeeldheid leidde tot het opdoeken van de afdelingen in Moeskroen, Luik, Antwerpen, Gent en de Borinage. In 1949 bleven nog een twintigtal leden over verspreid over 3 afdelingen: Brussel, Charleroi en Le Centre.
De internationale leiding van de Vierde Internationale bleef echter de richtlijn hanteren dat de leden moesten trachten een massapartij op te richten. Dit standpunt wijzigde toen Michel Pablo in 1950 de leiding kreeg over de 4e internationale. Pablo was van oordeel dat er op korte termijn geen radicalisering viel te verwachten van traditionele organisaties. Hierop werd gekozen voor entrisme om andere partijen van binnenuit te proberen te radicaliseren. Internationaal riep dit weerstand op bij partijen van de Vierde Internationale. Ondanks enkele protesten in België hadden de leden van de ICP, die amper leden telde, weinig keuze en de leden traden onder leiding van Ernest Mandel toe tot de Belgische Socialistische Partij.
Hiermee hield de RSP/RCP/ICP op te bestaan. De trotskistische entristen werden in 1964 uit de BSP gezet, wat uiteindelijk leidde tot het oprichten van de Revolutionaire Arbeidersliga in 1971.